# Praia a Mare
Praia a Mare [ˈpraːja a ˈmaːre] es un municipio situado en el territorio de la provincia de Cosenza, en Calabria (Italia).

## Personas
- Debora Patta, (1964), periodista de Sudáfrica, su familia ha emigrado de Praia a Mare.

## Demografía
| Gráfica de evolución demográfica de Praia a Mare entre 1861 y 2001 |
|                                                                    |
| fuente ISTAT - elaboración gráfica a cargo de Wikipedia            |